# ボディ・イメージ

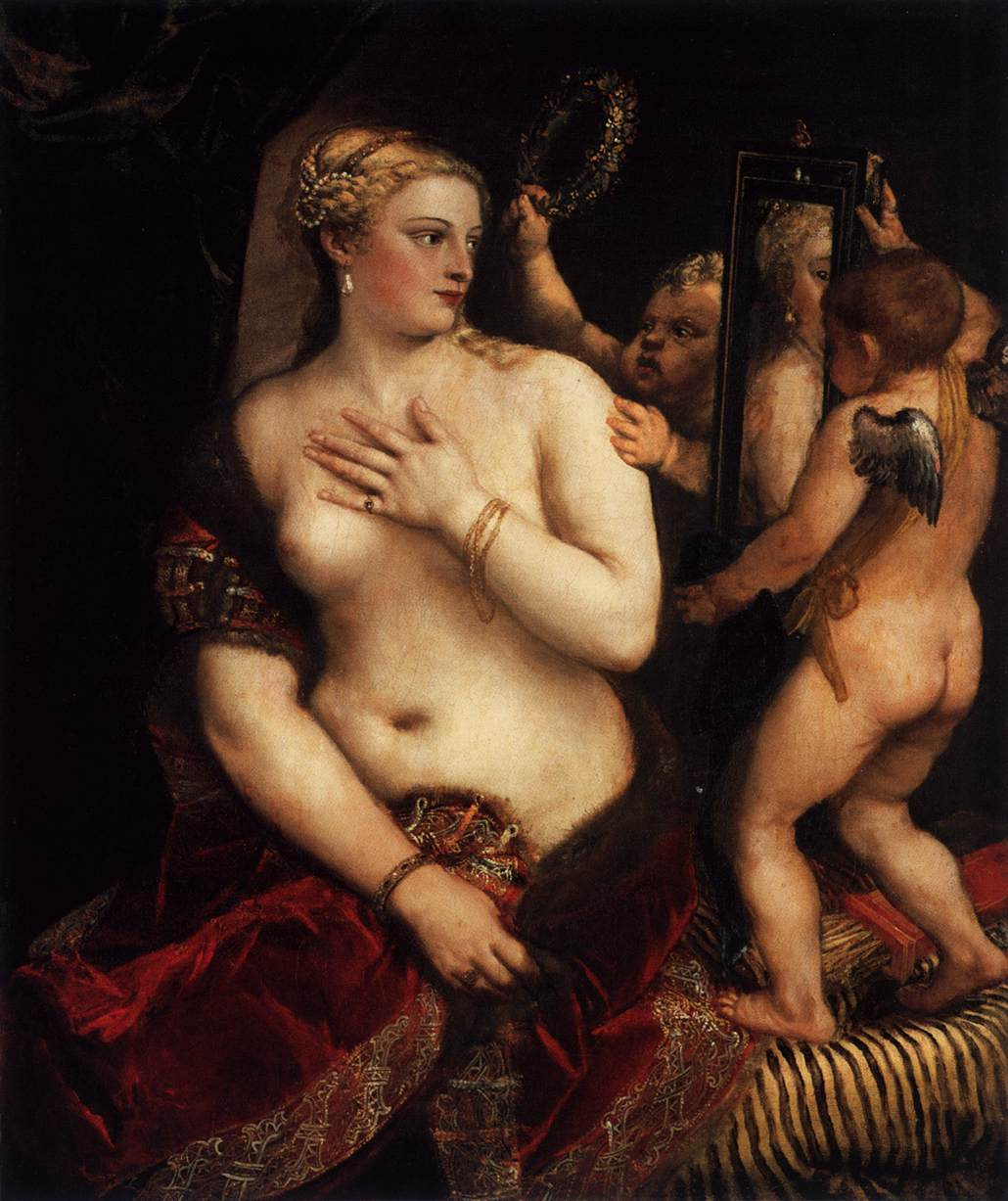
ティツィアーノ作「鏡を持つヴィーナス」（1555年）

ボディイメージ（Body image、身体像）とは、自身の体の美しさや性的魅力についての考え、感情、認識のことである。

## 解説
ボディ・イメージの概念は、神経科学、心理学、医学、精神医学、精神分析、哲学、文化、フェミニズム研究など、さまざまな分野で使用されており、メディアでもこの用語がよく使用される。これらの分野には、統一された定義はないが、ボディ・イメージとは、自分自身をどのように見ているか、外見に関する記憶、経験、想定、比較、そして身長、体型、体重に対する全体的な感じ方から構成される。これらは、一般的な社会的、文化的理想によって形成されている。
ボディ・イメージは、否定的なもの（「ボディ・ネガティブ」）、肯定的なもの（「ボディ・ポジティブ」）、または中立的なもの(neutral)がある。 ボディ・ネガティブを持つ人は、自意識過剰になったり恥ずかしくなったりして、他者の方が魅力的だと感じることがある。ソーシャルメディアが、重要な位置を占め、頻繁に使用される時代において、住む社会によって決められた外見や体のサイズ/体型の理想によって感情的および精神的に影響を受けている。社会によって作られ、絶えず変化しているこの基準は、ボディ・シェイミング（生理的な外見を嘲笑したり、批判的なコメントをしたりすることで辱める行為）に部分的に寄与する。
この問題に苦しむ人は、自尊心が低いだけでなく、一般的に社会が求めると認識する基準に合わせようと、自身の外見を変えることに過度にこだわる傾向がある。 このような行動は、長期的には身体への不満や摂食障害、孤立、精神疾患のリスクを高める。摂食障害では、ボディ・ネガティブが、身体像障害、つまり自身の身体全体に対する認識の変化につながることもある。 身体への不満は、身体醜形障害の特徴でもある。身体の特定の部分（顔、皮膚、髪など）に重大な欠陥があり、それを隠したり修正したりするために特別な手段を講じる必要があるという懸念を特徴とする強迫性障害である。 自身の体に対するイメージが低い人は、ダイエットや美容整形手術などで自身の体を変えようとすることがある。 一方、ボディ・ポジティブとは、自身や他者の体型を正しく認識し、身体を称賛し感謝すること、そして外見が人格や価値を反映するものではないと理解することから成り立っている。
家族力学、精神疾患、肥満や栄養失調の生物学的素因と環境的要因、文化的期待（メディアや政治など）など、多くの要因がボディ・イメージに影響を及ぼす。 痩身や肥満の人は、ボディ・イメージが悪くなることがある。
アメリカ心理学会（APA）の2007年の報告書によると、文化全体における少女や女性の性的対象化が、ボディ・イメージに関連する女性の不安の増加に寄与していることが分かった。

## 関連文献
- Blakeslee, S. "Out-of-Body Experience? Your Brain is to Blame". The New York Times, October 3, 2006.
- Coy, Anthony E.; Green, Jeffrey D.; Price, Michael E. (June 2014). “Why is low waist-to-chest ratio attractive in males? The mediating roles of perceived dominance, fitness, and protection ability”. Body Image 11 (3):  282–289. doi:10.1016/j.bodyim.2014.04.003. PMID 24958664.
- Gimlin, Debra L. (2002). Body Work: Beauty and Self-image in American Culture. University of California Press. ISBN 978-0-520-22856-6
- Grogan, Sarah (1999). Body Image: Understanding Body Dissatisfaction in Men, Women, and Children. Psychology Press. ISBN 978-0-415-14785-9
- Melzack, R. “Phantom Limbs”. Scientific American 2006:  53–59.
- Olivardia, Roberto; Pope, Harrison G.; Borowiecki, John J.; Cohane, Geoffrey H. (July 2004). “Biceps and Body Image: The Relationship Between Muscularity and Self-Esteem, Depression, and Eating Disorder Symptoms.”. Psychology of Men & Masculinity 5 (2):  112–120. doi:10.1037/1524-9220.5.2.112.
- Ramachandran, V.S. A Brief Tour of Human Consciousness. New York: Pearson Education, 2004.
- Ramachandran, Vilayanur S.; Rogers-Ramachandran, Diane (2007). “It's All Done with Mirrors”. Scientific American Mind 18 (4):  16–18. doi:10.1038/scientificamericanmind0807-16. JSTOR 24939678.
- Guenther, Katja (2016). “'It's All Done With Mirrors': V.S. Ramachandran and the Material Culture of Phantom Limb Research”. Medical History 60 (3):  342–358. doi:10.1017/mdh.2016.27. PMC 4904333. PMID 27292324.
- Ridgeway, Rebekah T.; Tylka, Tracy L. (July 2005). “College Men's Perceptions of Ideal Body Composition and Shape.”. Psychology of Men & Masculinity 6 (3):  209–220. doi:10.1037/1524-9220.6.3.209.
- Sacks, Oliver. The Man Who Mistook His Wife for a Hat. New York: Simon & Schuster, 1985.
- Sherrington, C. S. The Integrated Action of the Nervous System. C Scribner's Sons, 1906.
- Smetacek, Victor; Mechsner, Franz (November 3, 2004). “Making sense”. Nature 432 (7013):  21. Bibcode: 2004Natur.432...21S. doi:10.1038/432021a. PMID 15525964.
- “Issues for DSM-V: should obesity be included as a brain disorder?”. Am J Psychiatry 164 (5):  708–10. (May 2007). doi:10.1176/appi.ajp.164.5.708. PMID 17475727.
- Cullari, S.; Vosburgh, M.; Shotwell, A.; Inzodda, J.; Davenport, W. (2002). “Body-image assessment: A review and evaluation of a new computer-aided measurement technique”. North American Journal of Psychology 4 (2):  221–232.
- Fuller-Tyszkiewicz, Matthew; Skouteris, Helen; McCabe, Marita; Mussap, Alexander; Mellor, David; Ricciardelli, Lina (July 2012). “An Evaluation of Equivalence in Body Dissatisfaction Measurement Across Cultures”. Journal of Personality Assessment 94 (4):  410–417. doi:10.1080/00223891.2012.662186. PMID 22404741.
- Giovannelli, Thorayya Said; Cash, Thomas F.; Henson, James M.; Engle, Erin K. (June 2008). “The measurement of body-image dissatisfaction–satisfaction: Is rating importance important?”. Body Image 5 (2):  216–223. doi:10.1016/j.bodyim.2008.01.001. PMID 18463010.
- Spresser, Carrie D.; Keune, Kristen M.; Filion, Diane L.; Lundgren, Jennifer D. (March 2012). “Self-report and startle-based measures of emotional reactions to body image cues as predictors of Drive for Thinness and Body Dissatisfaction in female college students”. Body Image 9 (2):  298–301. doi:10.1016/j.bodyim.2011.12.005. PMID 22305111.
- MayoClinic. “Healthy body image: tips for guiding girls.”.   CNN Health. 2013年1月19日時点のオリジナルよりアーカイブ。 Template:Cite webの呼び出しエラー：引数 accessdate は必須です。
- Story, Marilyn (July 2, 2010). “Comparisons of Body Self-Concept Between Social Nudists and Nonnudists”. The Journal of Psychology 118 (1):  99–112. doi:10.1080/00223980.1984.9712599.
- Paap, Colleen E.; Gardner, Rick M. (October 2011). “Body image disturbance and relationship satisfaction among college students”. Personality and Individual Differences 51 (6):  715–719. doi:10.1016/j.paid.2011.06.019.